# Даем Кнебел фон Катценелнбоген
Даем/Tam Кнебел фон Катценелнбоген (на немски: Daem/Tham Knebel von Katzenelnbogen; † 1410) е рицар, благородник от стария рицарски род Кнебел фон Катценелнбоген.
Той е син на Герард/Герхард I Кнебел фон Катценелнбоген (* ок. 1315) и Елизабет фон Шарпенщайн (* ок. 1318), дъщеря на Ото Брун фон Шарпенщайн. Внук е на Вернер I Кнебел фон Катценелнбоген (* ок. 1290) и правнук на Тилманус Кнебел (* ок. 1260).
Родът Кнебел служи на графовете фон Катценелнбоген и се нарича на тях.
Фамилията Кнебел фон Катценелнбоген е издгната през 1710 г. на имперски фрайхер от император Йозеф I.
Йохан Антон I Кнебел фон Катценелнбоген (1646 – 1725) е княжески епископ на Айхщет (1705 – 1725). През 1816 г. фамилията измира по мъжка линия.

## Фамилия
Даем Кнебел фон Катценелнбоген се жени ок. 1340 г. за Кунигунда фон Ерлингхайм, внучка на Албрехт II фон Ерлингхайм († сл. 1340), дъщеря на Хайнрих 'Велики' фон Ерлингхайм († 1370) и Кунигунда Кемерер фон Вормс († 1363), дъщеря на Йохан Кемерер фон Вормс († 1371) и Ютта фон Раненберг. Те имат децата:
- Ирмел Кнебел фон Катценелнбоген († 1459), омъжена 1406 г. за Райнхард фон Зикинген ( * пр. 1367; † 31 юли 1422), фогт на Хайделберг.
- Гуитгин/Гудехин (Гута) Кнебел фон Катценелнбоген (* ок. 1369), омъжена ок. 1390 г. за Йохан (Ханс) фон Хелмщат, господар на Бишофсхайм-Грумбах, амтман на Лаутербург (* ок. 1368; † 1422); родители на Райнхард фон Хелмщат (1400 – 1456), епископ на Шпайер (1438 – 1456).
- Анна Кнебел фон Катценелнбоген, омъжена за Йохан Волф фон Спонхайм († сл. 1400)